# 洪秀柱
洪 秀柱（こう しゅうちゅう、1948年〈民国37年〉4月7日 - ）は、中華民国（台湾）の政治家。中国国民党主席、立法院副院長などを歴任した。その発言から「小唐辛子」の異名を持つ。

## 経歴
省立台北第二女中、私立文化大学法律系卒。師範大学教育研究所修了。ミズーリ州立トルーマン大学教育学修士。卒業後は秀峰国中、板橋国中、華僑中学で教師兼訓導主任、教務主任を務めた。
2015年7月19日、国民党の第19回全国代表大会にて2016年中華民国総統選挙の同党公認候補者として選出された。しかし、両岸関係について、現任の馬英九総統が主張していた「一中各表」（一つの中国を中華民国と中華人民共和国のそれぞれが表現する）からさらに両岸統一に踏み込んだ「一中同表」を主張したことが党内外で大きな波紋を呼んだ。事態を重く見た国民党は同年10月17日、洪の立候補資格を廃止し、候補者を党首の朱立倫に交代したが、巻き返しはできず、総統選・立法院選の両方で大敗した。
2016年1月16日、朱立倫が選挙での大敗の責任を取る形で党主席を辞任し、3月26日、洪秀柱が国民党主席に当選した。同年11月1日、中国共産党中央委員会総書記の習近平と会談して中台平和協定を検討することで一致した。
2016年9月、国民党の支持基盤である軍公教（軍人・公務員・公立学校教員）が行った年金改革反対の大規模デモに参加した。この際、デモを後押ししていた年金改革に関するデマが微信や中華人民共和国のサイトから発信されていたことから中国共産党の情報操作疑惑があった。
2019年12月25日、民進党が通過を目指す境外勢力影響透明法草案について、「境外勢力とは何なのか? アメリカも日本も香港の滅茶苦茶な『鬼小孩』も選挙に介入している」と批判した。
2021年5月、台湾で新型コロナウイルス感染症の市中感染が広がり、COVID-19ワクチンが不足する状況に陥り、これに対して洪秀柱はビデオメッセージを発し、「東日本大震災の際に台湾は日本に200億円以上の義援金を贈った。民進党蔡英文政権は今の台日関係は史上空前の良好と胸を張るが、それならなぜ、日本は台湾に何の助けの手も差し伸べないのか」と言い放った。

## 略歴
- 1948年: 台湾省台北市に生まれる、祖籍は浙江省余姚県。
- 1970年: 中国文化学院卒業。
- 1971年 - 1975年: 秀峰国中訓導主任。
- 1975年 - 1979年: 板橋国中教務主任。
- 1979年 - 1980年: 華僑中学輔導組長。
- 1980年 - 1986年: 中国国民党台湾省台北県委員会第四組組長。
- 1986年 - 1990年: 中国国民党台湾省党部編審。
- 1990年 - 1993年: 第一回立法院委員。
- 1993年 - 1996年: 第二回立法院委員。
- 1994年 - 1996年: 幼育関懐協会理事長、中国国民党青年工作会副主任。
- 1995年 - 1996年: 勵馨社会福利事業基金会顧問。
- 1996年 - 1999年: 中国国民党立法院工作会副主任、中国国民党台北県党部婦女工作会副主任、第三回立法院委員。
- 1999年 - 2002年: 第四回立法院委員。
- 2000年現在、中国国民党中央常務委員。
- 2002年 - 2005年: 第五回立法院委員。
- 2005年 - 2008年: 中華民国抜河協会理事長、中華関懐弱勢族群愛心大連盟理事長、第六回立法委員。
- 2008年 - 2012年: 第七回立法委員。
- 2012年 - 2016年: 第八回立法委員、立法院副院長。
- 2012年 - 2015年: 中国国民党副主席。
- 2015年6月17日: 総統選の国民党立候補として、2016年中華民国総統選挙に参加[12]。
- 2015年10月17日: 国民党立候補の資格を廃止[13]。
- 2016年1月20日: 国民党の主席選に出馬を表明[14]。
- 2016年から、中国国民党主席。
- 2019年、立法委員候補。
- 他には中華民国世界土風舞総会理事長、中華民国腎臓防治基金会董事長、中華民国体育運動総会総顧問を歴任した[15]。